# Antarcturus hempeli
Antarcturus hempeli är en kräftdjursart som beskrevs av Johann-Wolfgang Wägele 1988. Antarcturus hempeli ingår i släktet Antarcturus och familjen Antarcturidae. Inga underarter finns listade i Catalogue of Life.